# Erckmann-Chatrian
Erckmann-Chatrian era el nombre con el que firmaban sus obras los dramaturgos y narradores franceses Émile Erckmann (1822-1899) y Alexandre Chatrian (1826-1890), cuyos libros fueron escritos a medias, con ciertos matices.

## Trayectoria
Ambos nacieron en el Departamento de Mosela, en la región de Lorena, en el extremo noreste de Francia. Se especializaron en historias militares y en relatos de fantasmas, siempre con un cierto toque campechano y humorístico, que ambientaban preferentemente en zonas rústicas de los montes Vosgos y de su Lorena natal, para lo que utilizaban técnicas inspiradas en los cuentistas de la vecina Selva Negra alemana.
Se conocieron en la primavera de 1847 y su amistad perduró hasta que se pelearon abruptamente en 1886, después de lo cual no volvieron a aparecer historias firmadas por ambos escritores. Chatrian murió en 1890, y entonces Erckmann publicó varias piezas con su propio nombre.
Cuentos de horror sobrenatural que se hicieron famosos más allá de las fronteras francesas fueron "El sueño del primo Elof", "El burgomaestre embotellado" y "Hugo el lobo".
Estos dos autores fueron grandemente valorados por el importante escritor de relatos de fantasmas inglés M. R. James.
En 1871, con el Tratado de Fráncfort, Alsacia  Lorena se ven anexionadas a Alemania
Erckmann abandona en 1872 Phalsbourg, ahora alemán, y marcha a París. En parte debido a su republicanismo, fueron alabados asimismo por Victor Hugo y Émile Zola, y atacados fieramente en las páginas del diario Le Figaro. Ganaron popularidad desde 1859 por sus sentimientos nacionalistas, antimilitaristas y antialemanes, y fueron varias veces best-sellers, si bien no dejaron de tener problemas con la censura política a lo largo de toda su carrera. 
Se señala que las narraciones fueron escritas en su mayor parte por Erckmann, y los dramas por Chatrian, como se hizo patente ya desde 1872, cuando la invasión alemana repercute en sus vidas.
Todos los veranos se celebra un festival en honor de los Erckmann-Chatrian en la ciudad natal de Erckmann, Phalsbourg (o Pfalzburg), donde se encuentra un museo militar en el que se exhiben varias ediciones originales de sus obras.
En español fue muy traducido en la década de 1920 hasta 1940 por Calpe (El amigo Fritz, La invasión, Cuentos del Rhin, Hª de un quinto de 1813). Y se encuentran disponibles actualmente las siguientes ediciones: Hugo el Lobo y otros relatos de terror , La invasión o el loco Yégof (ambas en Editorial Valdemar), El amigo Fritz (en Troa) así como los Cuentos de las Orillas del Rin (Penguin, 2017. ISBN: 9788491053569).

## Obras
Primeros trabajos
- Malédiction; Vin rouge et vin blanc (1849)
- L’Alsace en 1814 (drama, 1850)
- Science et génie (1850)
- Schinderhannes ou les Brigands des Vosges (1852)
- Le Bourgmestre en bouteille ('El burgomaestre embotellado', por Erckmann, 1856)
- L’Illustre Docteur Mathéus (1856)
- Contes fantastiques: Le Requiem du corbeau, Rembrandt et L’Œil invisible (1857)
- Gretchen et La Pie (1858)

Desde 1859
- Les Lunettes de Hans Schnaps (1859)
- Le Rêve du cousin Elof ('El sueño del primo Elof', 1859)
- La Montre du doyen (1859)
- Hans Storkus (1859)
- Les Trois âmes (1859)
- Hugues-le-loup ('Hugo el lobo', 1859)
- Contes de la montagne; Contes fantastiques (1860)
- Maître Daniel Rock (1861)
- Le Fou Yégof (1861)
- L’Invasion ou le Fou Yégof (1862)
- Les Contes du bord du Rhin (1862)
- Confidences d’un joueur de clarinette (1862)
- Madame Thérèse (1863)
- La Taverne du jambon de Mayence (1863)
- Confidences d’un joueur de clarinette (1863)
- Les Amoureux de Catherine (1863)
- Histoire d’un conscrit de 1813 (1864)
- L’Ami Fritz (1864)
- Waterloo (1865)
- Histoire d’un homme du peuple (1865)
- La Maison forestière (1866)
- La Guerre (1866)
- Le Blocus (1866)
- Contes et romans populaires (1867)
- Le Juif polonais (drama, 1867)
- Histoire d’un paysan (1867)

Tras la guerra franco-prusiana
- Histoire du plébiscite racontée par un des 7.500.000 oui (ensayo, 1871)
- Lettre d’un électeur à son député (panfleto contra los reaccionarios, 1871)
- Les Deux Frères (1871)
- Histoire d’un sous-maître (1871)
- Une campagne en Kabylie (1873)
- Les Années de collège de Maître Nablot (1874)
- Le Brigadier Frédéric, histoire d’un Français chassé par les Allemands (1874)
- Maître Gaspard Fix, histoire d’un conservateur (1875)
- L’Education d’un féodal (1875)
- L’Intérêt des paysans, lettre d’un cultivateur aux paysans de France (ensayo, 1876)
- Contes et romans alsaciens (1876)
- Souvenirs d’un ancien chef de chantier à l’isthme de Suez (1876)
- Les Amoureux de Catherine y L’Ami Fritz (dramas, adaptados por Chatrian, 1877)
- Contes vosgiens (1877)
- Alsace ou les fiancés d’Alsace (drama, adaptado por Chatrian a partir de 'Histoire du plébiscite', 1880)
- Le Grand-père Lebigre (1880)
- Les Vieux de la vieille (1880)
- Quelques mots sur l’esprit humain (ensayo, resumen de la filosofía de Erckmann, 1880)
- Le Banni (secuela de 'Le Brigadier Frédéric', 1881)
- La Taverne des Trabans (drama, adaptado a partir de 'La Taverne du jambon de Mayence', 1881)
- Les Rantzau (drama, adaptado a partir de 'Deux Frères', 1882)
- Madame Thérèse (drama, adaptado por Chatrian, 1882)
- Le Banni (1882)
- Le Fou Chopine (drama, adaptado a partir de 'Gretchen', 1883)
- Époques mémorables de l’Histoire de France: avant ’89 (1884)
- Myrtille (drama, 1885)
- L’Art et les grands idéalistes (ensayo, 1885)
- Pour les enfants (ensayo, 1888)